# Bundestagswahlkreis Suhl – Schmalkalden-Meiningen – Hildburghausen – Sonneberg
Der Bundestagswahlkreis Suhl – Schmalkalden-Meiningen – Hildburghausen – Sonneberg (Wahlkreis 195; bis zur Bundestagswahl 2021 Wahlkreis 196) ist ein Wahlkreis in Thüringen. Er umfasst die kreisfreie Stadt Suhl sowie die Landkreise Schmalkalden-Meiningen, Hildburghausen und Sonneberg. Sein Vorgängerwahlkreis war der Bundestagswahlkreis Suhl – Schmalkalden-Meiningen – Hildburghausen, der zur Bundestagswahl 2017 um den Landkreis Sonneberg vergrößert wurde. Der Landkreis Sonneberg gehörte zuvor zum Bundestagswahlkreis Sonneberg – Saalfeld-Rudolstadt – Saale-Orla-Kreis. Die Änderung der Wahlkreiseinteilung in Thüringen wurde dadurch erforderlich, dass Thüringen zur Bundestagswahl 2017 einen Wahlkreis verlor.

## Wahlkreisgeschichte
| Wahl      | Wahlkreisname                                                  | Gebiet                                                                                |
| --------- | -------------------------------------------------------------- | ------------------------------------------------------------------------------------- |
| 1990–1998 | 307 Suhl – Schmalkalden – Ilmenau – Neuhaus                    | Suhl, Landkreis Suhl, Landkreis Schmalkalden, Landkreis Ilmenau, Landkreis Neuhaus    |
| 2002      | 199 Suhl – Schmalkalden-Meiningen – Hildburghausen             | Suhl, Landkreis Schmalkalden-Meiningen, Landkreis Hildburghausen                      |
| 2005      | 198 Suhl – Schmalkalden-Meiningen – Hildburghausen             | Suhl, Landkreis Schmalkalden-Meiningen, Landkreis Hildburghausen                      |
| 2009–2013 | 197 Suhl – Schmalkalden-Meiningen – Hildburghausen             | Suhl, Landkreis Schmalkalden-Meiningen, Landkreis Hildburghausen                      |
| 2017–2021 | 196 Suhl – Schmalkalden-Meiningen – Hildburghausen – Sonneberg | Suhl, Landkreis Schmalkalden-Meiningen, Landkreis Hildburghausen, Landkreis Sonneberg |
| 2025–     | 195 Suhl – Schmalkalden-Meiningen – Hildburghausen – Sonneberg | Suhl, Landkreis Schmalkalden-Meiningen, Landkreis Hildburghausen, Landkreis Sonneberg |

## Wahlkreisabgeordnete
| Wahl | Abgeordneter | Abgeordneter   | Partei | Stimmen in % |
| ---- | ------------ | -------------- | ------ | ------------ |
| 1990 |              | Claudia Nolte  | CDU    | 42,6         |
| 1994 | 44,9         | Claudia Nolte  | CDU    |              |
| 1998 |              | Iris Gleicke   | SPD    | 33,6         |
| 2002 | 35,6         | Iris Gleicke   | SPD    |              |
| 2005 | 30,4         | Iris Gleicke   | SPD    |              |
| 2009 | 32,2         | Iris Gleicke   | SPD    |              |
| 2013 |              | Mark Hauptmann | CDU    | 42,0         |
| 2017 | 33,6         | Mark Hauptmann | CDU    |              |
| 2021 |              | Frank Ullrich  | SPD    | 33,6         |
| 2025 |              | Robert Teske   | AfD    | 42,1         |

Hauptmann trat während der Maskenaffäre am 19. März 2021 von seinem Mandat zurück. Als Nachrückerin übernahm Kristina Nordt am 22. März 2021 das Mandat und die Betreuung des Wahlkreises.

## Wahlergebnisse

### Bundestagswahl 2025
| Kandidaten                                            | Kandidaten                | Parteien/Listen     | Erststimmen | Erststimmen | Zweitstimmen | Zweitstimmen |
| Kandidaten                                            | Kandidaten                | Parteien/Listen     | Stimmen     | %           | Stimmen      | %            |
| ----------------------------------------------------- | ------------------------- | ------------------- | ----------- | ----------- | ------------ | ------------ |
|                                                       | Robert Teskegewählt im WK | AfD                 | 73.608      | 42,1        | 75.406       | 43,1         |
|                                                       | Raimund Meß               | SPD                 | 18.315      | 10,5        | 14.605       | 8,3          |
|                                                       | Erik Thürmer              | CDU                 | 33.940      | 19,4        | 30.595       | 17,5         |
|                                                       | Philipp Weltzien          | Die Linke           | 18.445      | 10,5        | 21.952       | 12,5         |
|                                                       | Gerald Ullrich            | FDP                 | 4.205       | 2,4         | 4.547        | 2,6          |
|                                                       | Manfred Kröber            | GRÜNE               | 2.829       | 1,6         | 4.334        | 2,5          |
|                                                       | Andreas Hummel            | FREIE WÄHLER        | 6.140       | 3,5         | 4.460        | 2,5          |
|                                                       | —                         | Volt                | –           | –           | 632          | 0,4          |
|                                                       | Andreas Eifler            | MLPD                | 312         | 0,2         | 256          | 0,1          |
|                                                       | —                         | Bündnis Deutschland | –           | –           | 438          | 0,3          |
|                                                       | Thomas Schröder           | BSW                 | 14.697      | 8,4         | 17.758       | 10,1         |
|                                                       | Andreas Papst             | Einzelbewerber      | 1.894       | 1,1         | –            | –            |
|                                                       | Christian Horn            | Einzelbewerber      | 475         | 0,3         | –            | –            |
| Gesamt                                                | Gesamt                    | Gesamt              | 174.860     | 100         | 174.983      | 100          |
|                                                       |                           |                     |             |             |              |              |
| Ungültige Stimmen                                     | Ungültige Stimmen         | Ungültige Stimmen   | 1.352       | 0,8         | 1.229        | 0,7          |
| Wähler                                                | Wähler                    | Wähler              | 176.212     | 80,1        | 176.212      | 80,1         |
| Wahlberechtigte                                       | Wahlberechtigte           | Wahlberechtigte     | 220.067     |             | 220.067      |              |
|                                                       |                           |                     |             |             |              |              |
| Quellen: Die Bundeswahlleiterin, Kandidaten – Stimmen |                           |                     |             |             |              |              |

### Bundestagswahl 2021
| Kandidaten                                            | Kandidaten                 | Parteien/Listen   | Erststimmen | Erststimmen | Zweitstimmen | Zweitstimmen |
| Kandidaten                                            | Kandidaten                 | Parteien/Listen   | Stimmen     | %           | Stimmen      | %            |
| ----------------------------------------------------- | -------------------------- | ----------------- | ----------- | ----------- | ------------ | ------------ |
|                                                       | Hans-Georg Maaßen          | CDU               | 37.729      | 22,3        | 27.923       | 16,5         |
|                                                       | Jürgen Treutler            | AfD               | 35.887      | 21,2        | 44.572       | 26,4         |
|                                                       | Sandro Witt                | DIE LINKE         | 14.135      | 8,4         | 18.486       | 10,9         |
|                                                       | Frank Ullrichgewählt im WK | SPD               | 56.791      | 33,6        | 42.446       | 25,1         |
|                                                       | Gerald Ullrich             | FDP               | 10.686      | 6,3         | 13.990       | 8,3          |
|                                                       | Stephanie Erben            | GRÜNE             | 3.615       | 2,1         | 7.221        | 4,3          |
|                                                       | Detlef Pappe               | FREIE WÄHLER      | 4.897       | 2,9         | 4.247        | 2,5          |
|                                                       | Christian Fichtner         | Die PARTEI        | 2.247       | 1,3         | 1.859        | 1,1          |
|                                                       | –                          | NPD               | –           | –           | 496          | 0,3          |
|                                                       | Stefan Schellenberg        | ÖDP               | 848         | 0,5         | 547          | 0,3          |
|                                                       | Christian Horn             | PIRATEN           | 1.313       | 0,8         | 1.078        | 0,6          |
|                                                       | –                          | V-Partei³         | –           | –           | 120          | 0,1          |
|                                                       | Andreas Eifler             | MLPD              | 443         | 0,3         | 353          | 0,2          |
|                                                       | –                          | dieBasis          | –           | –           | 2.508        | 1,5          |
|                                                       | –                          | MENSCHLICHE WELT  | –           | –           | 416          | 0,2          |
|                                                       | –                          | Die Humanisten    | –           | –           | 136          | 0,1          |
|                                                       | –                          | Tierschutzpartei  | –           | –           | 2.232        | 1,3          |
|                                                       | –                          | Team Todenhöfer   | –           | –           | 231          | 0,1          |
|                                                       | –                          | Volt              | –           | –           | 264          | 0,2          |
|                                                       | Marko Bieling              | Einzelbewerber    | 371         | 0,2         | –            | –            |
| Gesamt                                                | Gesamt                     | Gesamt            | 168.962     | 100         | 169.125      | 100          |
|                                                       |                            |                   |             |             |              |              |
| Ungültige Stimmen                                     | Ungültige Stimmen          | Ungültige Stimmen | 2.146       | 1,3         | 1.983        | 1,2          |
| Wähler                                                | Wähler                     | Wähler            | 171.108     | 74,4        | 171.108      | 74,4         |
| Wahlberechtigte                                       | Wahlberechtigte            | Wahlberechtigte   | 230.071     |             | 230.071      |              |
|                                                       |                            |                   |             |             |              |              |
| Quellen: Die Bundeswahlleiterin, Kandidaten – Stimmen |                            |                   |             |             |              |              |

Zur Bundestagswahl 2021 wechselte Kaltennordheim, das 2019 aus dem Wartburgkreis in den Landkreis Schmalkalden-Meiningen gewechselt war, aus dem Wahlkreis 190 in den Wahlkreis 196.
Der Wahlkreis bekam bundesweite Aufmerksamkeit, weil mit Hans-Georg Maaßen ein überregional bekannter Politiker antrat, dem Offenheit nach rechts vorgeworfen wurde. Ursprünglich hatte Mark Hauptmann, der bisherige Mandatsträger der CDU, als Direktkandidat wieder antreten sollen. Er musste im März 2021 seine Kandidatur zurückziehen, weil ihm einerseits eine führende Rolle in der Aserbaidschan-Affäre vorgeworfen wurde und zudem gegen ihn im Zuge der Maskenaffäre wegen Verdachts der Bestechlichkeit von Mandatsträgern ermittelt wurde. Als Hauptmann sich von allen Ämtern zurückzog und aus der CDU austrat, brachte sich Maaßen als Kandidat in Südthüringen ins Spiel und wurde von den Parteigremien aufgestellt.
Gegen einen möglichen Sieg Maaßens bei den Erststimmen stellte sich die bundesweite Bürgerplattform Campact auf und rief die drei konkurrierenden Parteien SPD, Bündnis 90/Die Grünen und Die Linke mit den Direktkandidaten Frank Ullrich, Stephanie Erben und Sandro Witt dazu auf, sich auf einen gemeinsamen Direktkandidaten zu einigen. Als die Parteien dies ablehnten und ihre jeweiligen Kandidaten den Wahlkampf fortsetzten, gab Campact eine Umfrage in Auftrag und erklärte, dass nach deren Ergebnis Frank Ullrich, SPD die größte Bekanntheit im Wahlkreis und damit die besten Chancen hätte. Campact rief in der Folge dazu auf, den Wahlkampf Ullrichs zu unterstützen und ihn mit der Erststimme zu wählen. Ohne Abstimmung mit der Kandidatin vor Ort erklärte daraufhin der Bundesgeschäftsführer von B90/Grüne Michael Kellner, mit der Erststimme Ullrich zu unterstützen. Die Kandidatin Stephanie Erben rief daraufhin eine Zweitstimmenkampagne aus und erklärte, bei der Erststimme sollten die Wähler klug wählen, ohne das näher auszuführen. Andererseits rief die AfD dazu auf, mit der Erststimme Maaßen zu wählen.
Im Ergebnis zeigte sich, dass Erben nur die Hälfte der Erststimmen gegenüber den Zweitstimmen für Bündnis 90/Grüne bekommen hatte, bei Sandro Witt hatten rund 20 % der Zweistimmen-Wähler der Linken ihre Erststimme dem SPD-Kandidaten gegeben. Dadurch zog Frank Ullrich für die SPD als Direktkandidat in den Deutschen Bundestag ein.
Den Wahlkampf begleiteten die Dokumentarfilmer Yvonne und Wolfgang Andrä. Ihr Film Arena 196 kam im Oktober 2023 in die Kinos.

### Bundestagswahl 2017
| Kandidaten                                            | Kandidaten                  | Parteien/Listen   | Erststimmen | Erststimmen | Zweitstimmen | Zweitstimmen |
| Kandidaten                                            | Kandidaten                  | Parteien/Listen   | Stimmen     | %           | Stimmen      | %            |
| ----------------------------------------------------- | --------------------------- | ----------------- | ----------- | ----------- | ------------ | ------------ |
|                                                       | Mark Hauptmanngewählt im WK | CDU               | 56.316      | 33,5        | 50.956       | 30,3         |
|                                                       | Steffen Harzer              | DIE LINKE         | 30.646      | 18,3        | 28.467       | 16,9         |
|                                                       | Christoph Zimmermann        | SPD               | 22.579      | 13,5        | 22.826       | 13,6         |
|                                                       | Torsten Ludwig              | AfD               | 38.351      | 22,8        | 38.693       | 23,0         |
|                                                       | Roberto Kobelt              | GRÜNE             | 4.408       | 2,6         | 5.559        | 3,3          |
|                                                       | -                           | NPD               | –           | –           | 1.835        | 1,1          |
|                                                       | Gerald Ullrich              | FDP               | 8.147       | 4,9         | 11.298       | 6,7          |
|                                                       | Christian Horn              | PIRATEN           | 1.176       | 0,7         | 743          | 0,4          |
|                                                       | Michael Schüler             | FREIE WÄHLER      | 3.823       | 2,3         | 2.867        | 1,7          |
|                                                       | Martin Truckenbrodt         | ÖDP               | 1.822       | 1,1         | 1.029        | 0,6          |
|                                                       | Andreas Eifler              | MLPD              | 604         | 0,4         | 349          | 0,2          |
|                                                       | -                           | BGE               | –           | –           | 594          | 0,4          |
|                                                       | -                           | DM                | –           | –           | 511          | 0,3          |
|                                                       | -                           | Die PARTEI        | –           | –           | 2.041        | 1,2          |
|                                                       | -                           | V-Partei³         | –           | –           | 330          | 0,2          |
| Gesamt                                                | Gesamt                      | Gesamt            | 167.872     | 100         | 168.098      | 100          |
|                                                       |                             |                   |             |             |              |              |
| Ungültige Stimmen                                     | Ungültige Stimmen           | Ungültige Stimmen | 2.365       | 1,4         | 2.139        | 1,3          |
| Wähler                                                | Wähler                      | Wähler            | 170.237     | 72,6        | 170.237      | 72,6         |
| Wahlberechtigte                                       | Wahlberechtigte             | Wahlberechtigte   | 234.446     |             | 234.446      |              |
|                                                       |                             |                   |             |             |              |              |
| Quellen: Die Bundeswahlleiterin, Kandidaten – Stimmen |                             |                   |             |             |              |              |

Mark Hauptmann legte sein Mandat am 11. März 2021 nieder und schied aus dem Bundestag aus.